# High Hopes (piosenka Pink Floyd)
High Hopes – utwór z 1994 roku nagrany przez brytyjski zespół progresywnego rocka Pink Floyd, który wydany został na albumie The Division Bell (1994).
Ta ballada rockowa była pierwszym utworem napisanym na potrzeby tego albumu, ale ukończona została jako ostatnia.
Tekst tej ballady dotyczy przemijania, rozczarowania niespełnieniem młodzieńczych marzeń. To właśnie z tekstu tego utworu został wzięty tytuł całego albumu, The Division Bell. To dzwon wzywający do głosowania w Izbie Gmin. W utworze jest symbolem przemijającego beztroskiego dzieciństwa i zbliżającej się dorosłości. Teledysk do tego utworu wyreżyserował Storm Thorgerson.
Pod koniec utworu słychać wyciszoną rozmowę telefoniczną. Menedżer zespołu, Steve O’Rourke, dzwoni do syna Polly Samson, Charliego. Chce mu coś powiedzieć, ale chłopiec odkłada słuchawkę.
Cover utworu nagrała m.in. grupa Caliban (został wydany na wersji dodatkowej albumu I Am Nemesis z 2012).
Swoją wersję utworu „High Hopes” nagrał fiński zespół Nightwish (nagrali nawet na jego cześć cały album Highest Hopes: The Best of Nightwish).